# Галимый
Гали́мый — посёлок городского типа в Магаданской области России. Входит в Омсукчанский район и соответствующий ему муниципальный округ.

## География
Расстояние до административного центра 30 км.

## Население
| 1959 | 1970  | 1979  | 1989  | 2002 | 2009 | 2010 |
| ---- | ----- | ----- | ----- | ---- | ---- | ---- |
| 1581 | ↘1214 | ↗1398 | ↘1239 | ↘188 | ↘153 | ↘5   |
| 2011 | 2012  | 2013  | 2014  | 2015 | 2016 | 2017 |
| ↘4   | ↘0    | →0    | →0    | →0   | →0   | →0   |
| 2018 | 2019  | 2020  | 2021  | 2023 | 2024 |      |
| →0   | →0    | →0    | ↗3    | ↘1   | →1   |      |

Население — 1 чел. (2024).

## Название
Название происходит от эвен. голим — «дровяное место». Это связано с тем, что на берегу ручья близ современного посёлка было много сухостойных толстых брёвен, которые кочевые эвены использовали в качестве топлива.

## История
В конце августа 1940 года рядом с прииском на базе богатейшего месторождения касситерита и запасах каменного угля, доступного добычей открытым способом, возникло поселение.
8 августа 1941 года Приказом по ГУСДС № 421, в частности, было предписано развернуть строительство обогатительной фабрики «на Галимом» с окончанием работ 1 апреля 1942 года.
5 октября того же года в Омсукчанском горнопромышленном комбинате образован рудник «Галимый». Рудник занимался добычей олова.
15 апреля 1952 года в приказе ГУСДС № 302 отмечено, что в связи с небольшим объёмом работ на 1952 года и вследствие территориальной близости горных работ к фабрике 14-бис с 25 апреля ликвидируется прииск «Галимый». Все работы передаются фабрике 14-бис, в составе которой организуется горный участок первой категории по добыче олова из россыпного месторождения.
22 декабря 1953 года Указом Президиума Верховного Совета РСФСР был образован Галимыйский сельский Совет Северо-Эвенского района.
19 августа 1954 года Галимый получил статус посёлка городского типа.
16 февраля 1956 года согласно приказу ГУСДС № 100 в связи с укрупнением участков, а также с учётом сложности отработки и одновременной работы на нескольких горизонтах горным участкам рудника «Галимый» устанавливается I категория.
16 августа того же года Магаданский облисполком принял решение открыть школу рабочей молодёжи в пос. Галимый.
20 февраля 1986 года на Дукатском ГОКе состоялся пробный пуск обогатительной фабрики в пос. Галимый после реконструкции.
27 июля 2007 года Администрация Магаданской области постановила: «Согласиться с Решением Собрания представителей Омсукчанского района Магаданской области от 30 мая 2007 г. N 36 о необходимости закрытия поселка Галимый Омсукчанского района и признать указанный населенный пункт закрывающимся».